# Discografia de Jewelry
A discografia do grupo feminino sul-coreano Jewelry consiste em oito álbuns de estúdio, um Extended play, vinte e seis singles e duas aparições em trilhas sonoras. Formado em 2001, Jewelry estreou com o single I Love You, e passou por diversas mudanças na formação antes de seu fim, em 2015.

## Álbuns

### Álbuns de estúdio
| Título | Detalhes do álbum | Melhor posição nas paradas | Melhor posição nas paradas | Vendas        |
| Título | Detalhes do álbum | KOR                        | JPN                        | Vendas        |
| coreanos | coreanos | coreanos                   | coreanos                   | coreanos      |
| --- | --- | -------------------------- | -------------------------- | ------------- |
| Discovery | - Lançamento: March 30, 2001 - Gravadora: Star Empire Entertainment - Formatos: CD, cassette, digital download                                                       | —                          | —                          |               |
| Again | - Lançamento: 31 de julho de 2002 - Gravadora: Star Empire Entertainment - Formatos: CD, cassette, digital download                                                  | —                          | —                          | - KOR: 39,164 |
| Beloved | - Lançamento: 5 de julho de 2003 - Gravadora: Star Empire Entertainment - Formatos: CD, cassette, digital download                                                   | —                          | —                          | - KOR: 36,859 |
| Super Star | - Lançamento: 15 de março de 2005 - Gravadora: Star Empire Entertainment - Formatos: CD, cassette, digital download                                                  | —                          | —                          | - KOR: 32,194 |
| Kitchi Island | - Lançamento: 20 de fevereiro de 2008 - Gravadora: Star Empire Entertainment - Formatos: CD, digital download                                                        | —                          | —                          | - KOR: 23,703 |
| Sophisticated | - Lançamento: 27 de agosto de 2009 - Re-lançamento (como End And...): 17 de dezembro de 2009 - Gravadora: Star Empire Entertainment - Formatos: CD, digital download | —                          | —                          |               |
| japoneses | |                            |                            |               |
| Jewelry First | - Lançamento: 9 de março de 2005 - Gravadora: Giza Studio - Formatos: CD, digital download                                                                           | —                          | —                          |               |
| Super Star | - Lançamento: 27 de julho de 2005 - Gravadora: Giza Studio - Formatos: CD, digital download                                                                          | —                          | —                          |               |
| "—" indica lançamentos que não apresentaram gráficos ou não foram divulgados nessa região. Nota: Gaon Chart foi estabelecido em fevereiro de 2010. Versões lançadas antes dessa data não possuem dados no gráfico. | |                            |                            |               |

## Extended plays
| Título                                                                                     | Detalhes do álbum                                                                                           | Melhores posições nas paradas | Vendas       |
| Título                                                                                     | Detalhes do álbum                                                                                           | KOR                           | Vendas       |
| ------------------------------------------------------------------------------------------ | --- | ----------------------------- | ------------ |
| Look at Me                                                                                 | - Lançamento: 11 de outubro de 2012 - Gravadora: Star Empire Entertainment - Formatos: CD, digital download | 7                             | - KOR: 2,028 |
| "—" indica lançamentos que não apresentaram gráficos ou não foram divulgados nessa região. | |                               |              |

## Singles
| Título | Ano      | Melhores posições nas paradas | Melhores posições nas paradas | Melhores posições nas paradas | Álbum                    |
| Título | Ano      | KOR                           | KOR Hot 100                   | JPN                           | Álbum                    |
| coreanos | coreanos | coreanos                      | coreanos                      | coreanos                      | coreanos                 |
| --- | -------- | ----------------------------- | ----------------------------- | ----------------------------- | ------------------------ |
| "I Love You" | 2001     | —                             | —                             | —                             | Discovery                |
| "Again" | 2002     | —                             | —                             | —                             | Again                    |
| "I Really Like You" | 2003     | —                             | —                             | —                             | Beloved                  |
| "Be My Love" | 2003     | —                             | —                             | —                             | Beloved                  |
| "Super Star" | 2005     | —                             | —                             | —                             | Super Star               |
| "Passion" | 2005     | —                             | —                             | —                             | Super Star               |
| "One More Time" | 2008     | 1                             | —                             | —                             | Kitchi Island            |
| "Everybody Shh..." | 2008     | —                             | —                             | —                             | Kitchi Island            |
| "Kitchi Island 2" | 2008     | —                             | —                             | —                             | single sem álbum         |
| "Date" (as Jewelry S) | 2009     | —                             | —                             | —                             | Sweet Song (single)      |
| "Super Star" | 2009     | —                             | —                             | —                             | single sem álbum         |
| "Vari2ty" | 2009     | —                             | —                             | —                             | Sophisticated            |
| "Love Story" | 2009     | 8                             | —                             | —                             | Sophisticated            |
| "Back It Up" | 2011     | 17                            | —                             | —                             | single sem álbum         |
| "Pass" | 2011     | 31                            | —                             | —                             | single sem álbum         |
| "Forget It" (as Jewelry S) | 2011     | 44                            | 53                            | —                             | Ames Room Vol.2 (single) |
| "Shooting Star" (com Park Jung-ah, Seo In-young, ZE:A, e Nine Muses) | 2011     | 66                            | —                             | —                             | single sem álbum         |
| "Step" | 2011     | 66                            | 55                            | —                             | Dream Come True (single) |
| "Look At Me" | 2012     | 23                            | 25                            | —                             | Look At Me               |
| "Hot & Cold" | 2013     | 18                            | 15                            | —                             | single sem álbum         |
| japonês |          |                               |                               |                               |                          |
| "Kokoro ga Tomaranai" | 2004     | —                             | —                             | 40                            | Jewelry First            |
| "Mune Ippai no Kono Ai wo Dareyori Kimi ni" | 2004     | —                             | —                             | 35                            | Jewelry First            |
| "Delight Sweet Life" | 2004     | —                             | —                             | 49                            | Jewelry First            |
| "Shiro no Fantasy" | 2005     | —                             | —                             | 69                            | Jewelry First            |
| "Super Star" | 2005     | —                             | —                             | 113                           | Super Star               |
| "—" indica lançamentos que não apresentaram gráficos ou não foram divulgados nessa região. Nota: Gaon Chart foi estabelecido em fevereiro de 2010. As versões anteriores a essa data não possuem dados do gráfico. |          |                               |                               |                               |                          |

## Trilhas sonoras
| Título | Ano  | Melhor posição nas paradas | Álbum                |
| Título | Ano  | KOR                        | Álbum                |
| --- | ---- | -------------------------- | -------------------- |
| "By Your Side" | 2001 | —                          | My Boss, My Hero OST |
| "Love Destiny" | 2012 | 161                        | Standby OST Part.1   |
| "—" indica lançamentos que não apresentaram gráficos ou não foram divulgados nessa região. Nota: Gaon Chart foi estabelecido em fevereiro de 2010. As versões anteriores a essa data não possuem dados do gráfico. |      |                            |                      |

## Vídeos musicais
| Título                                      | Ano      | Diretor      | Referência |
| coreanos                                    | coreanos | coreanos     | coreanos   |
| ------------------------------------------- | -------- | ------------ | ---------- |
| "I Love You"                                | 2001     | desconhecido |            |
| "Again"                                     | 2002     | desconhecido |            |
| "I Really Like You"                         | 2003     | desconhecido |            |
| "Super Star"                                | 2005     | desconhecido |            |
| "Passion"                                   | 2005     | desconhecido |            |
| "One More Time"                             | 2008     | desconhecido |            |
| "Everybody Shh.."                           | 2008     | desconhecido |            |
| "Date" (Jewelry S)                          | 2009     | desconhecido |            |
| "Vari2ty"                                   | 2009     | desconhecido |            |
| "Love Story"                                | 2009     | desconhecido |            |
| "Back It Up"                                | 2011     | Lee Gi-baek  |            |
| "Forget It" (Jewelry S)                     | 2011     | Lee Gi-baek  | [ 13 ]     |
| "Shooting Star"                             | 2011     | desconhecido |            |
| "Look At Me"                                | 2012     | Lee Gi-baek  |            |
| "Hot and Cold"                              | 2013     | Lee Gi-baek  |            |
| japoneses                                   |          |              |            |
| "Kokoro ga Tomaranai"                       | 2004     | desconhecido |            |
| "Mune Ippai no Kono Ai wo Dareyori Kimi ni" | 2004     | desconhecido |            |
| "Delight Sweet Life"                        | 2004     | desconhecido |            |